# Џек-о-’Лантерн
Џек-о'-Лантерн (енгл. Jack-o'-lantern) је изрезбарена бундева, или репа, која се најчешће прави за празник Ноћ вештица, а назив је добио по феномени чудне светлости која трепери по тресетишту, који зову варљива светлост (енгл. will-o'-the-wisp) или Џек-о'-Лантерн. Када се прави, врх се одсече, да би се формирао поклопац, а затим се месната унутрашњост извади. Слика се издубљује на спољашњој страни, најчешће буде или монструозна или комична или они мало вештију урезују неке од чувених слика. У унутрашњост се поставља свећа да би се постигао ефекат фењера. У данашње време се стављају светла разних боја и различитих ефеката, као што је треперење. Најчешће се поставља на кућни праг, а користи се као украс у Ноћи вештица.

## Порекло имена
Термин Џек-о'-Лантерн води порекло од појаве лат. ignis fatuus (буквално "будаласта ватра") познатија као варка у енглеском фолклору. Коришћен највише у Источној Енглеској, најраније употребе овог термина датирају из 1660е. Израз варка (will-o'-the-wisp) у себи има израз висп (wisp) (представља свежањ штапова или папира који су се некада користили као бакља) и израза will: Израз Џек-о'-Лантерн је сличне структуре, Џекова бакља.

## Легенда о Џек-о'-Лантерну
Обичај дубљења бундева заснива се на ирској легенди о ковачу Џеку, познатом по његовој домишљатости али и шкртости. Једна од прича говори како је преварио Ђавола тако што му је понудио душу у замену за пиће и након што се Ђаво претворио у новчић како би платио пиће, Џек га је брзо ставио у џеп у којем је био крст, због којег се Ђаво више није могао вратити у свој облик. Тек након што је Џеку обећао да неће тражити његову душу још десет година, Џек га је извадио из џепа. Након десет година опет је преварио Ђавола тако што га је замолио да му дода јабуку са стабла, али је на кори стабла брзо нацртао крст, тако да га Ђаво поновно није могао дохватити. Када је Џек умро, није био примљен због свог грешног живота у Рај, а на вратима Пакла дочекао га је Ђаво и послао натраг у мрак, а да га се реши дао му је комад угља. Џек је у џепу имао репу, коју је издубио и ставио у њу угаљ и од тада Џек, који никада није пронашао пут кући лута мраком носећи издубљену репу у руци. Тако је Џек О’Лантерн (Џек Фењер) постао симбол душе која је проклета и која лута између светова.